# Aiguilles de Popolasca
Les aiguilles de Popolasca (en corse E Penne Rosse ou E Ròsule) sont un ensemble montagneux du massif du Monte Cinto situé dans le département de la Haute-Corse sur les communes de Popolasca, Castiglione, Moltifao, Asco et Corscia, culminant à 1 927 mètres d'altitude au Turone. Il domine directement les pieves de Giovellina à l'est et de Caccia au nord et à l'ouest.

## Géographie

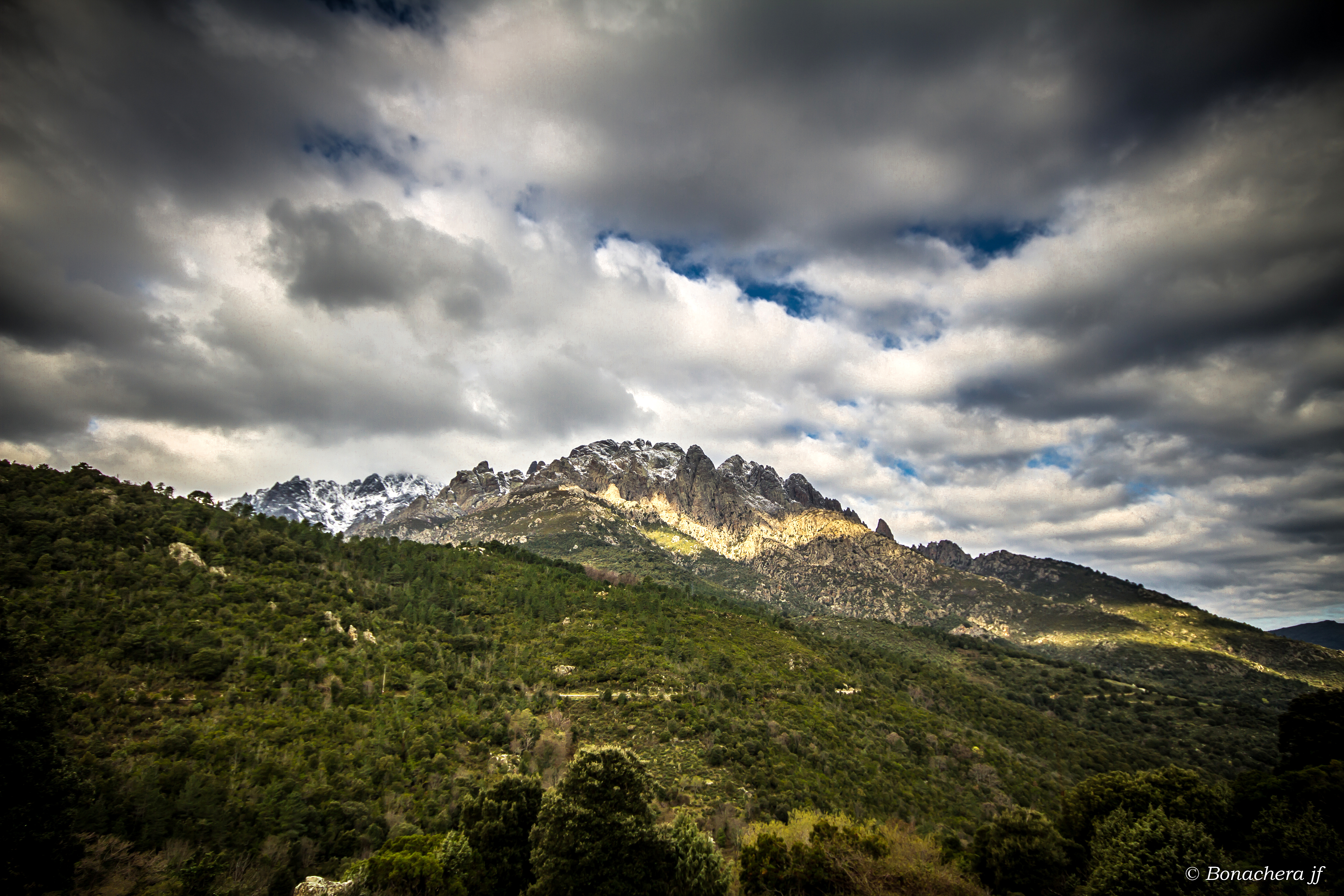
Les aiguilles de Popolasca juste au-dessus du village de Popolasca.

Situées dans la Corse occidentale ancienne ou « Corse granitique », à l'ouest du sillon dépressionnaire partageant l'île en deux parties, les aiguilles de Popolasca sont un massif de granit rouge aux sommets déchiquetés et à la végétation rare, situé au bout d'un chaînon de hautes montagnes accroché à la dorsale de l'île depuis le Cinto et déclinant vers la dépression centrale de Ponte-Leccia en séparant les vallées de l'Asco et du Golo. Le massif est « à cheval » sur les limites du parc naturel régional de Corse et en fait intégralement partie excepté la partie appartenant à Castiglione.
Le massif fait partie du bassin versant du Golo, en rive gauche, d'où la vue sur les aiguilles est remarquable. La partie la moins difficile d'accès des aiguilles de Popolasca appartient à la commune de Castiglione. Elle est située versant Giovellina (versant est) et contient au sud les aiguilles de Rundinaia (1 658 m) dominées par le Turone (1 929 m), et au nord la Costa a i Giuelli (1 863 m) en limite de la commune de Popolasca où se situe la Punta Cavallare (1 736 m).

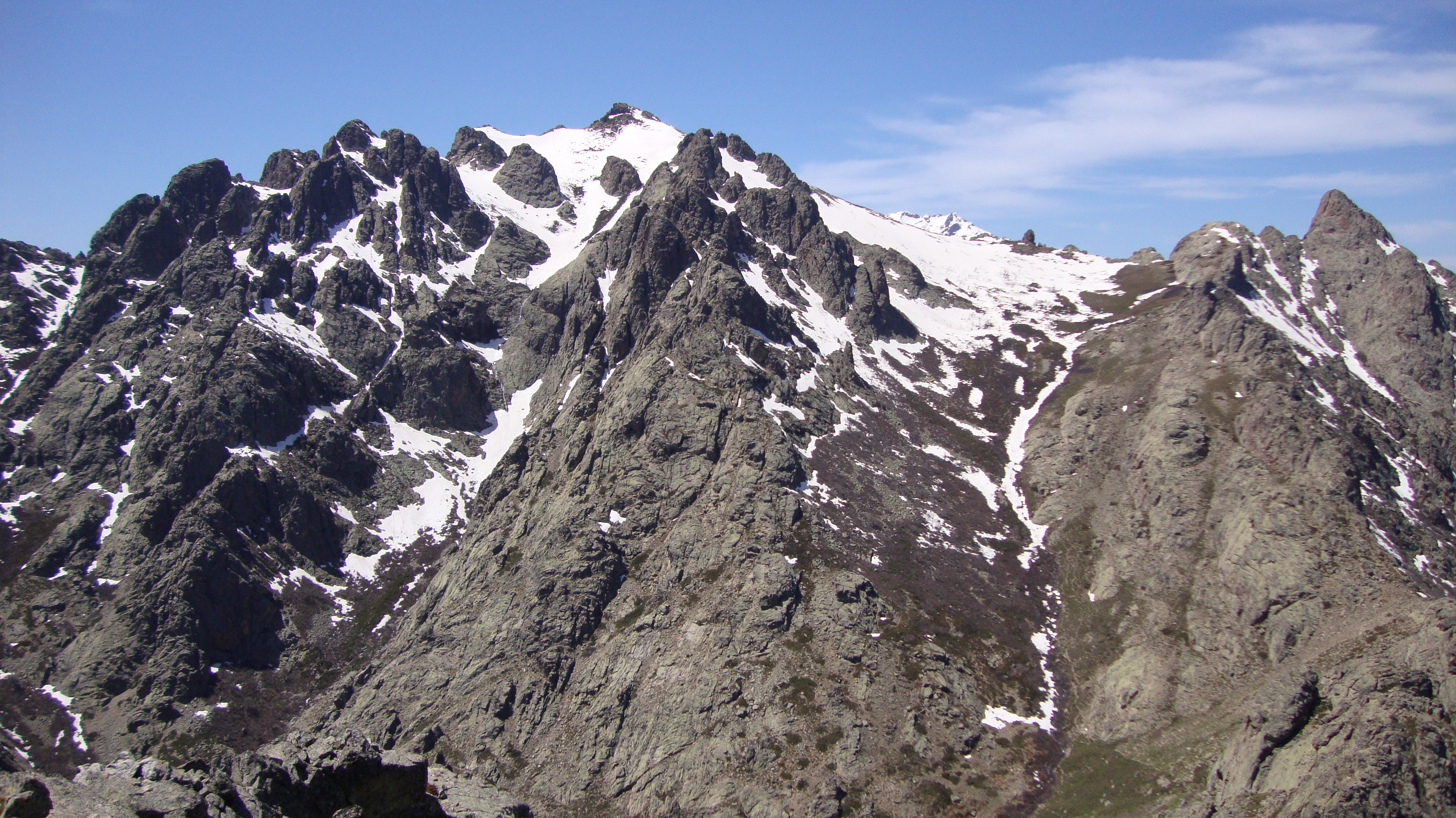
La Cima à i Mori (2180 m) et la Dent d'Asco (2065 m)

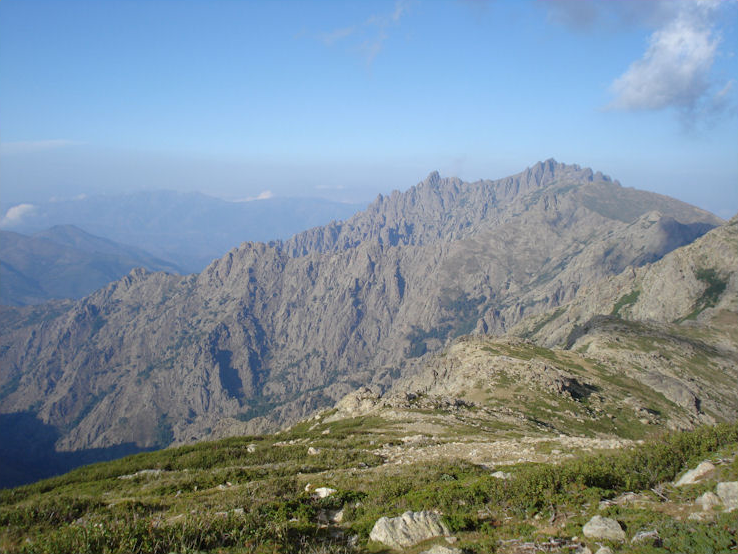
Les aiguilles de Popolasca depuis les environs du Capu Biancu (2562 m) : Dent d'Asco à gauche et Cima à i Mori à droite

Plus à l'ouest, en arrière des aiguilles, les sommets et crêtes s'élèvent jusqu'à la Cima à i Mori (2 180 m), point culminant du massif, « à cheval » sur les communes de Castiglione et Asco, et à la Dent d'Asco (2 065 m, « à cheval » sur les communes de Moltifao et Asco).
Sur le versant ouest de cette crête (commune d'Asco) qui se poursuit vers le nord sur l'ubac de la vallée d'Asco se trouvent de nombreux autres massifs d'aiguilles très difficiles d'accès s'étendant vers l'ouest jusqu'au vallon de la Pinara.
Cette crête s'infléchit au niveau de la Cima à i Mori vers le sud-ouest et devient totalement débonnaire au-delà de la Bocca Meria, en direction du Capu Biancu (2 562 m) et du Monte Cinto. Cependant, le relief en contrebas de cette crête demeure extrêmement accidenté, sur le versant nord (commune d'Asco) comme sur le versant sud (communes de Castiglione et Corscia).

## Accès

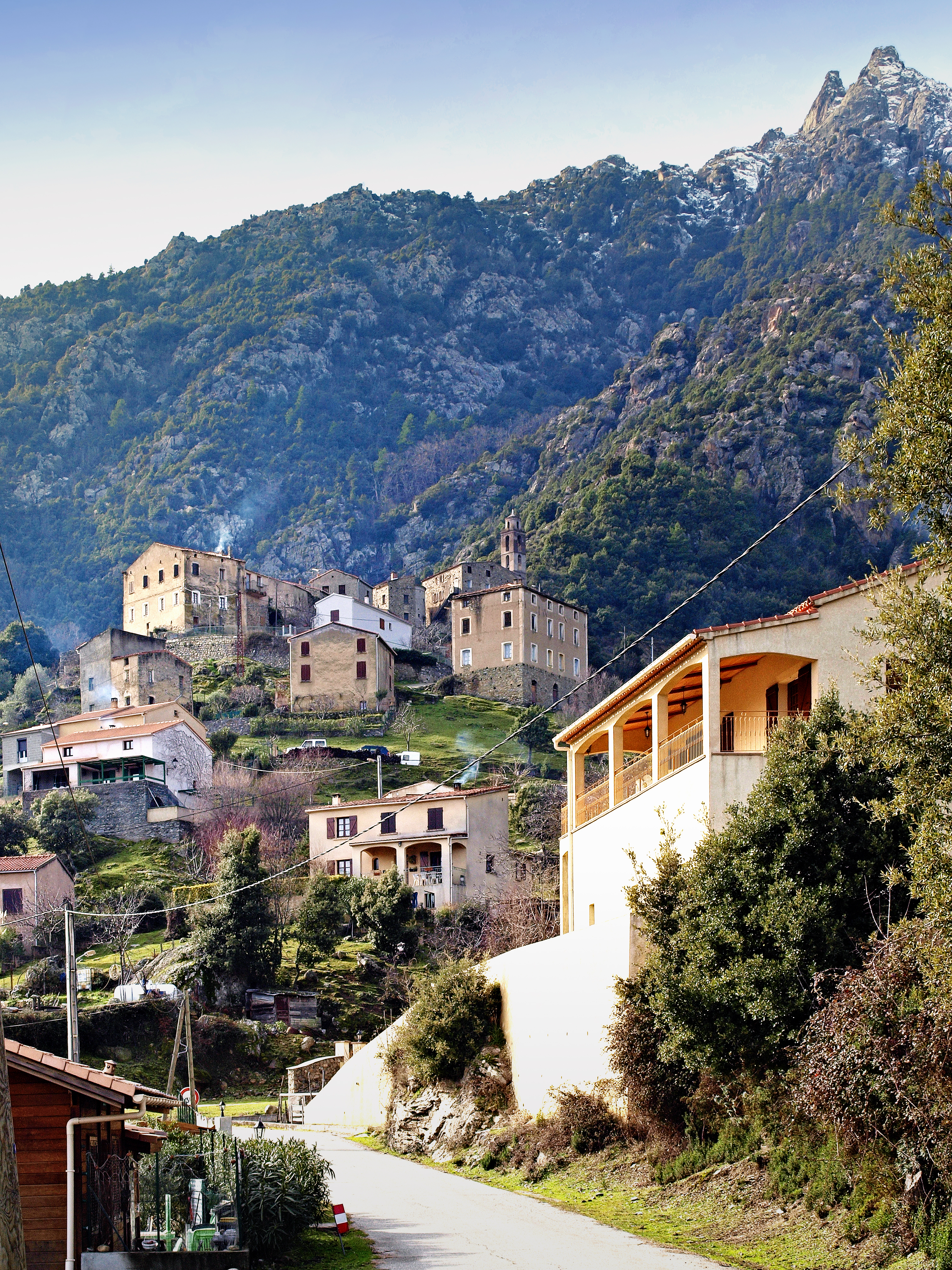
Vue de Popolasca.

Les aiguilles de Popolasca sont un lieu possible de sports de haute montagne en tous genres (randonnée, trekking, escalade, canyoning, ski de randonnée) dans un environnement préservé à la fréquentation quasi nulle.
L'accès le plus aisé se fait depuis Castiglione, via le vallon de la Terrivola ou le versant sud de la Rundinaia, jusqu'à rejoindre la crête de la Cima à i Mori (2 180 m). Le massif est également accessible depuis Popolasca dans un environnement plus escarpé.
L'accès est beaucoup plus long et donc sauvage depuis Asco (par les bergeries de Bradani puis le col de Scaffa qui permet de rejoindre le chemin venant de Castiglione, ou bien via les vallons du Negretto, du Logoniello ou même de la Pinara) et le Niolo (via la Bocca Meria depuis Corscia ou la Scala di Santa Regina).
Le massif se situe sur le parcours (non balisé) de la traversée Corscia-Castiglione ou bien Corscia-Asco et renferme l'ancienne source thermale de Vetta di Muro, au bout du vallon du Logoniello, dans les escarpements ouest de la Cima à i Mori vers 1 730 mètres d'altitude.